# Verneuil-sur-Serre

Verneuil-sur-Serre este o comună în departamentul Aisne din nordul Franței. În 1 ianuarie 2022 avea o populație de 255 de locuitori.